# Fausta Garavini
Pour les articles homonymes, voir Garavini.
Fausta  Garavini (Bologne, 1938) est une femme de lettres, universitaire, romancière, essayiste et traductrice italienne.

## Biographie
Fausta Garavini étudie les littératures française et occitane à l'université de Florence. Elle est ensuite professeur dans cette même université.
Elle est docteur honoris causa des Universités de Reims et de Montpellier.
Épouse de l'écrivain occitan Robert Lafont, elle partage sa vie entre Florence et Montpellier.
Essayiste et nouvelliste, elle écrit pour des publications comme Paragone (dont elle est membre du comité de rédaction depuis 1972), Nuovi Argomenti, Revue d'histoire littéraire de la France ou Littérature.
Ses études sur la littérature occitane moderne sont des ouvrages de référence.
Elle est l'auteur de la traduction italienne intégrale des Essais de Montaigne, d'une édition de son Journal de voyage et de plusieurs études sur cet auteur qui ont fait date.
Ses autres travaux sur la littérature française portent de préférence sur le roman et l'autobiographie.
Depuis une vingtaine d'années elle se consacre essentiellement à son travail d'écrivain en publiant des romans et des nouvelles.

## Œuvres

### Essais
- L'empèri dóu soulèu: La ragione dialettale nella Francia d'oc (Ricciardi, 1967)
- La letteratura occitanica moderna (Sansoni, 1970)
- I sette colori del romanzo. Saggio sulla narrativa di Robert Brasillach (Bulzoni, 1973)
- Il paese delle finzioni. Saggi sulla narrativa francese fra Sei e Settecento (Pacini, 1978)
- La casa dei giochi: idee e forme nel Seicento francese (Einaudi, 1980) ; trad. fr. La Maison des jeux. Science du roman et roman de la science au XVIIe siècle (Champion, 1998)
- Itinerari a Montaigne (Sansoni, 1983) ; trad. fr. Itinéraires à Montaigne. Jeux de texte (Champion, 1995)
- Parigi e provincia: scene della letteratura francese (Bollati Boringhieri, 1990)
- Mostri e chimere. Montaigne, il testo e il fantasma (Il Mulino, 1991) ; trad. fr. Monstres et chimères. Montaigne, le texte et le fantasme (Champion, 1993)
- Controfigure d'autore: scritture autobiografiche nella letteratura francese (Il Mulino, 1993)
- Carrefour Montaigne (ETS/Slatkine, 1994)

### Romans
- Gli occhi dei pavoni (Vallecchi, 1979)
- Diletta Costanza (Marsilio, 1996)
- Uffizio delle tenebre (Marsilio, 1998)
- In nome dell'imperatore (Cierre, 2008)
- Diario delle solitudini (Bompiani, 2011)
- Storie di donne (Bompiani, 2012)
- Le vite di Monsù Desiderio (Bompiani, 2014)
- Il tappeto tunisino (La Nave di Teseo, 2018)

## Prix et récompenses
- Prix Robert-Brasillach 1975[2]
- Prix Mondello, 1979 avec Gli occhi dei pavoni[3]
- Premio Nazionale  Letterario Pisa,1990 avec Parigi e provincia
- Premio Vittorini, 2011, avec Diario delle solitudini
- Premio Campiello, 2014, avec Le vite di Monsù Desiderio
- Premio Tarquinia-Cardarelli, 2014, pour l'ensemble de sa production littéraire
- Finaliste : prix Viareggio, prix Bagutta